# Katrin Siska
Katrin Siska (Tallinn, 10 dicembre 1983) è una musicista estone, nota come componente del gruppo pop rock Vanilla Ninja, di cui fa parte dal 2002.